# Abrosoma xiuyuae
Abrosoma xiuyuae är en insektsart som beskrevs av Brock och Francis Seow-Choen 1999. Abrosoma xiuyuae ingår i släktet Abrosoma och familjen Aschiphasmatidae. Inga underarter finns listade i Catalogue of Life.